# Апеп
| O29 · p · p | I15 |

| O29 · p · p | I15 |

Апеп (Апепи, Апоп, Апопис) је староегипатско божанство представљено у облику змије, које оличава таму и неред и сваке ноћи покушава да уништи Ра, који је симбол божанског реда. Апеп је демон подземног света, син Неитх, а муж Таурет. Први пут се јавља у Осмој египатској династији. Губи на значају пошто га Сет убија, потом постаје само демон ноћи.

## Развој
Ра је био бог сунца, доносилац светлости, а самим тим и носилац Маата. Апеп је сматран највећим непријатељем Раа, па је добио титулу Раовог непријатеља и „господар хаоса“.
Апеп је виђен као џиновска змија. Неки елаборати говоре да се протезао 16 јарди у дужину и да је имао главу од кремена. На унутрашњем ободу армашке посуде је била насликана змија, у комбинацији са другим пустињским и воденим животињама, као могући непријатељ божанства, вероватно соларног божанства. Док се у већини текстова Апеп описује као џиновска змија, понекад је приказан и као крокодил.
Неколико описа Апеповог порекла у миту обично показује да је рођен после Ра, обично из његове пупчане врпце. Џералдин Пинч тврди да је много каснији мит о стварању објаснио да је „Апофис настао из пљувачке богиње Неитх, када је још била у исконским водама, што је постало змија дуга 120 јарди.“

## Битке са богом Ра
Приче о Апеповим биткама против Ра биле су разрађене током Новог краљевства. Према причама, Апеп је морао сваки дан да лежи испод хоризонта или неће истрајати у краљевству смртника. Ово га је на одговарајући начин учинило делом подземља. У неким причама, Апеп је чекао Ра у западној планини званој Ману, где је сунце залазило, а у другим је Апеп вребао непосредно пре зоре, у Десетој области ноћи. Широк спектар Апепових могућих локација донео му је титулу World-Encircler. Веровало се да ће његов застрашујући урлик изазвати тутњаву подземног света. Митови понекад говоре да је Апеп тамо био заробљен, зато што је био претходни главни бог којег је Ра збацио.
Текстови ковчега имплицирају да је Апеп користио магични поглед да надвлада Раа и његову пратњу. Богу Ра су помофли бројни браниоци који су путовали са њим, укључујући Сета и вероватно Око Ра. Сматрало се да Апепови покрети изазивају земљотресе, а његове битке са Сетом су можда имале за циљ да објасне настанак грмљавине. У једном извештају, сам Ра побеђује Апепа претварањем у мачку.

## Обожавање
Сматрало се да је Раова победа сваке ноћи обезбеђена молитвама египатских свештеника и обожавалаца у храмовима. Египћани су практиковали бројне ритуале и сујеверја за које се сматрало да одвраћају Апепа и помажу Рау да настави своје путовање небом. У годишњем обреду званом Протеривање хаоса, свештеници би изградили Апепову слику, за коју се сматрало да садржи сво зло и таму у Египту, и спалили би је да би заштитили све од Апеповог зла следећих годину дана. Египатски свештеници су имали детаљан водич за борбу против Апепа, који се назива Књиге свргавања Апепа (или Књига Апофиса, на грчком). У поглављима је описан постепен процес распарчавања и одлагања, а укључују:
- Пљување по Апепу
- Оскрнављење Апепа левом ногом
- Узимајући копље за убијање Апепа
- Везивање Апеп
- Узимање ножа ради повреде Апепа
- Спаљивање Апеп

Поред прича о Раовим победама, овај водич је имао упутства за прављење воштаних модела, односно малих цртежа змије, која би била пљувана, осакаћена и спаљивана, док би се изговарале чини које би убиле Апепа. У страху да би чак и слика Апепа могла дати моћ демону, свако приказивање би увек укључивало друго божанство које би покорило чудовиште. Како се сматрало да Апеп живи у подземном свету, понекад су га сматрали Ждерачем душа. Тако је и мртвима била потребна заштита, па су их понекад сахрањивали чаролијама које су могле да униште Апепа. Књига мртвих не описује често прилике када је Ра победио змију хаоса експлицитно названу Апеп. Само 7. и 39. чаролије из Књиге мртвих могу се објаснити као такве.